# Throckmorton
Throckmorton é uma cidade  localizada no estado norte-americano do Texas, no Condado de Throckmorton.

## Demografia
Segundo o censo norte-americano de 2000, a sua população era de 905 habitantes.
Em 2006, foi estimada uma população de 818, um decréscimo de 87 (-9.6%).

## Geografia
De acordo com o United States Census Bureau tem uma área de
4,3 km², dos quais 4,3 km² cobertos por terra e 0,0 km² cobertos por água.

## Localidades na vizinhança
O diagrama seguinte representa as localidades num raio de 44 km ao redor de Throckmorton.